# Seznam finskih nogometašev
Seznam finskih nogometašev.

## A
- Mika Ääritalo
- Joni Aho
- Pertti Alaja
- Paulus Arajuuri
- Gunnar Åström

## E
- Verner Eklöf
- Peter Enckelman
- Alexei Eremenko
- Roman Eremenko

## F
- Mikael Forssell
- Otto Fredrikson
- Timo Furuholm

## G
- Tommi Grönlund

## H
- Markus Halsti
- Kasper Hämäläinen
- Markus Heikkinen
- Petri Helin
- Mehmet Hetemaj
- Përparim Hetemaj
- Ari Hjelm
- Sami Hyypiä

## J
- Anssi Jaakkola
- Jussi Jääskeläinen
- Ville Jalasto
- Jonatan Johansson

## K
- William Kanerva
- Joonas Kolkka
- Aulis Koponen
- Miika Koppinen
- Janne Korhonen
- Toni Kuivasto
- Shefki Kuqi

## L
- Veli Lampi
- Mika Lehkosno
- Jukka Lehtovaara
- Jari Litmanen
- Jani Lyyski

## M
- Niki Mäenpää
- Juho Mäkelä
- Teuvo Moilanen
- Niklas Moisander

## N
- Antti Niemi
- Mika Nurmela
- Ari Nyman

## O
- Juhani Ojala
- Mika Ojala

## P
- Mixu Paatelainen
- Petri Pasanen
- Kalle Parviainen
- Hannu Patronen
- Joel Perovuo
- Erkka Petäjä
- Roni Porokara
- Jonas Portin
- Teemu Pukki

## R
- Jukka Raitala
- Aki Riihilahti
- Paulus Roiha

## S
- Jaane Saarinen
- Berat Sadik
- Juska Savolainen
- Emiliano Senkaj
- Daniel Sjölund
- Pyry Soiri
- Sebastian Sorsa
- Tim Sparv

## T
- Teemu Tainio
- Niklas Tarvajärvi
- Hannu Tihinen
- Joona Toivio
- Arto Tolsa
- Tuomo Turunen

## V
- Jorma Vaihela
- Vesa Vasara
- Mika Vayrynen
- Hermanni Vuorinen

## W
- Jarkko Wiss

## Y
- Harri Ylönen